# Make A Wish (ER)
Make A Wish is de eenentwintigste aflevering van het derde seizoen van de televisieserie ER, die voor het eerst werd uitgezonden op 8 mei 1997.

## Verhaal
Hathaway is jarig vandaag, maar zij wil er niets over horen en niets aan doen. Helaas voor haar is dr. Ross met een supriseparty bezig.
Dr. Greene komt na zijn mishandeling weer terug op het werk, hij heeft het lichamelijk en psychisch moeilijk met zich volledig te concentreren op het werk.
Dr. Doyle wil dr. Greene helpen met het laten zien van zelfverdedigingswapens, dit resulteert in het per ongeluk sproeien van pepperspray in de ogen van dr. Carter.
Dr. Carter twijfelt of zijn ambities in het chirurg zijn ligt. Hij denkt er nu over om dokter te worden op de SEH.
Carla Reese krijgt weer weeën en de bevalling gaat nu, acht weken te vroeg, beginnen. Zij bevalt van een baby en nu zijn zij en dr. Benton de trotse ouders van een jongen. Omdat het te vroeg geboren is, is nu de vraag of de baby wel levensvatbaar is.

## Rolverdeling

### Hoofdrol
- Anthony Edwards - Dr. Mark Greene
- George Clooney - Dr. Doug Ross
- Noah Wyle - Dr. John Carter
- Eriq La Salle - Dr. Peter Benton
- Laura Innes - Dr. Kerry Weaver
- Jorja Fox - Dr. Maggie Doyle
- Jami Gertz - Dr. Nina Pomerantz
- John Aylward - Dr. Donald Anspaugh
- Amy Aquino - Dr. Janet Coburn
- Maria Bello - Dr. Anna Del Amico
- Ted Rooney - Dr. Tabash
- Gloria Reuben - Jeanie Boulet
- Michael Beach - Al Boulet
- Julianna Margulies - verpleegster Carol Hathaway
- Ellen Crawford - verpleegster Lydia Wright
- Yvette Freeman - verpleegster Haleh Adams
- Conni Marie Brazelton - verpleegster Connie Oligario
- Laura Cerón - verpleegster Chuny Marquez
- Lily Mariye - verpleegster Lily Jarvik
- Deezer D - verpleger Malik McGrath
- Emily Wagner - ambulancemedewerker Doris Pickman
- Kristin Minter - Randi Fronczak
- Lisa Nicole Carson - Carla Reese
- Charles Noland - E-Ray

### Gastrol
- Larry Brandenburg - Mr. Lensky
- Bill Marcus - Mr. Biggers
- Shashawnee Hall - rechercheur Ford
- Elias D. Coe - Russell
- Chad Cox - Harry Smith
- Bairbre Dowling - Dorgan
- David Fabrizio - Michael Hanson
- Al Vicente - Luis Mendoza

en vele andere